# جعفر أباد (مشكين شهر)
جعفر أباد هي قرية في مقاطعة مشكين شهر، إيران. عدد سكان هذه القرية هو 273 في سنة 2006.